# Aphera
Aphera là một chi ốc biển, là động vật thân mềm chân bụng sống ở biển trong họ Cancellariidae.

## Các loài
Các loài trong chi Aphera gồm có:
- Aphera islacolonis (Maury, 1917)[2]
- Aphera lindae Petuch, 1987[3]
- Aphera tessellata (G.B. Sowerby I, 1832a)[4]